# Franz Joseph Soll
Franz Joseph Soll (auch Franz Josef Soll, Joseph Soll; * 1734 wohl in Fridingen an der Donau; † 9. Februar 1798 in Trostberg) war ein Kirchenmaler des Rokoko, der vor allem im südöstlichen Oberbayern um Trostberg und Traunstein tätig war. Er war einer der Trostberger Rokokokünstler.

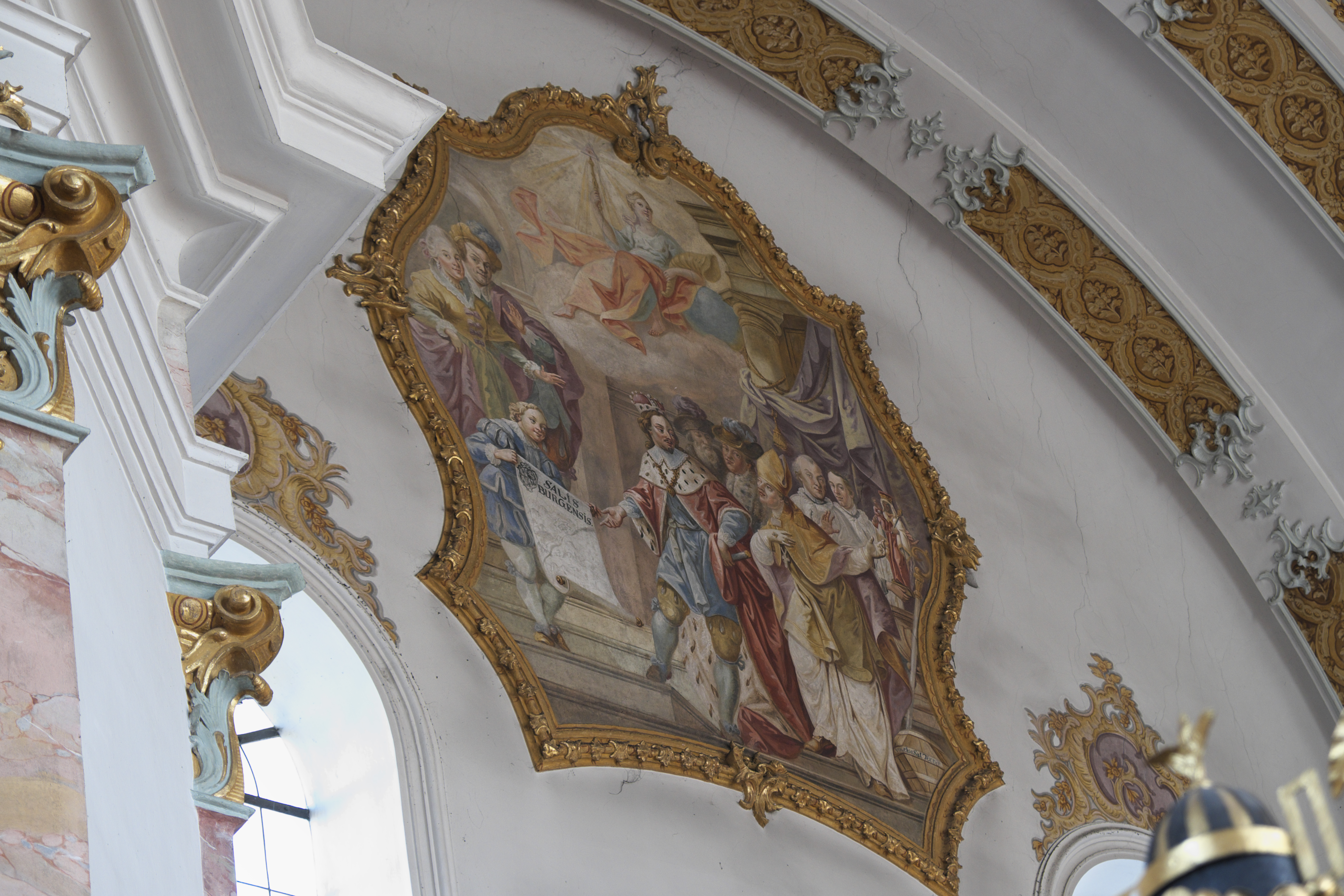
Selbstbildnis des Malers mit seiner Frau in der Pfarrkirche St. Vitus in Kirchweidach (links oben)

## Leben und Werk
Er soll um 1750 wohl als Geselle in München tätig gewesen sein. Um 1758 war er zusammen mit dem Bildhauer Joseph Benedikt Kapfer und dem Baumeister Franz Alois Mayr an der Ausmalung der Kirchen von Margarethenberg (Gemeinde Burgkirchen an der Alz) und später der Klosterkirche von Raitenhaslach beteiligt. Seit 1761 lebte Soll in Trostberg-Schedling. Nach Tätigkeiten in Gstaig (Gemeinde Feldkirchen bei Mattighofen, Oberösterreich) nordöstlich von Michaelbeuern (Land Salzburg) war er an der Ausgestaltung der Klosterkirche von Kloster Baumburg beteiligt. In der Folge war er bei der Ausschmückung der Kirchen von Alzgern (Stadt Neuötting), Deinting (Stadt Trostberg), Feichten an der Alz, Hart (Gemeinde Chieming), Kirchweidach, Lauterbach (Gemeinde Nußdorf am Haunsberg, Land Salzburg), Marienberg, Neufahrn (Gemeinde Mettenheim), Niedergottsau (Gemeinde Haiming), Sankt Johann (Stadt Neuötting), Schedling (Stadt Trostberg), Schnaitsee, Berg (Gemeinde Schnaitsee) und Siegsdorf sowie der ehemaligen Schlosskapellen in Wald an der Alz (Gemeinde Garching an der Alz) und Schedling tätig. Auch die Pfarrkirche und die Friedhofskapelle von Tacherting malte er aus. Im Februar 1798 verstarb er.
Soll war mit der Fassmalerin Maria Soll verheiratet, mit der zusammen er sich auf dem Fresko über dem linken Seitenaltar in der Kirche von Kirchweidach dargestellt hat.
Auch Solls Söhne Johann Nepomuk und Ignaz († 1841) waren als Maler tätig.

### Werkverzeichnis

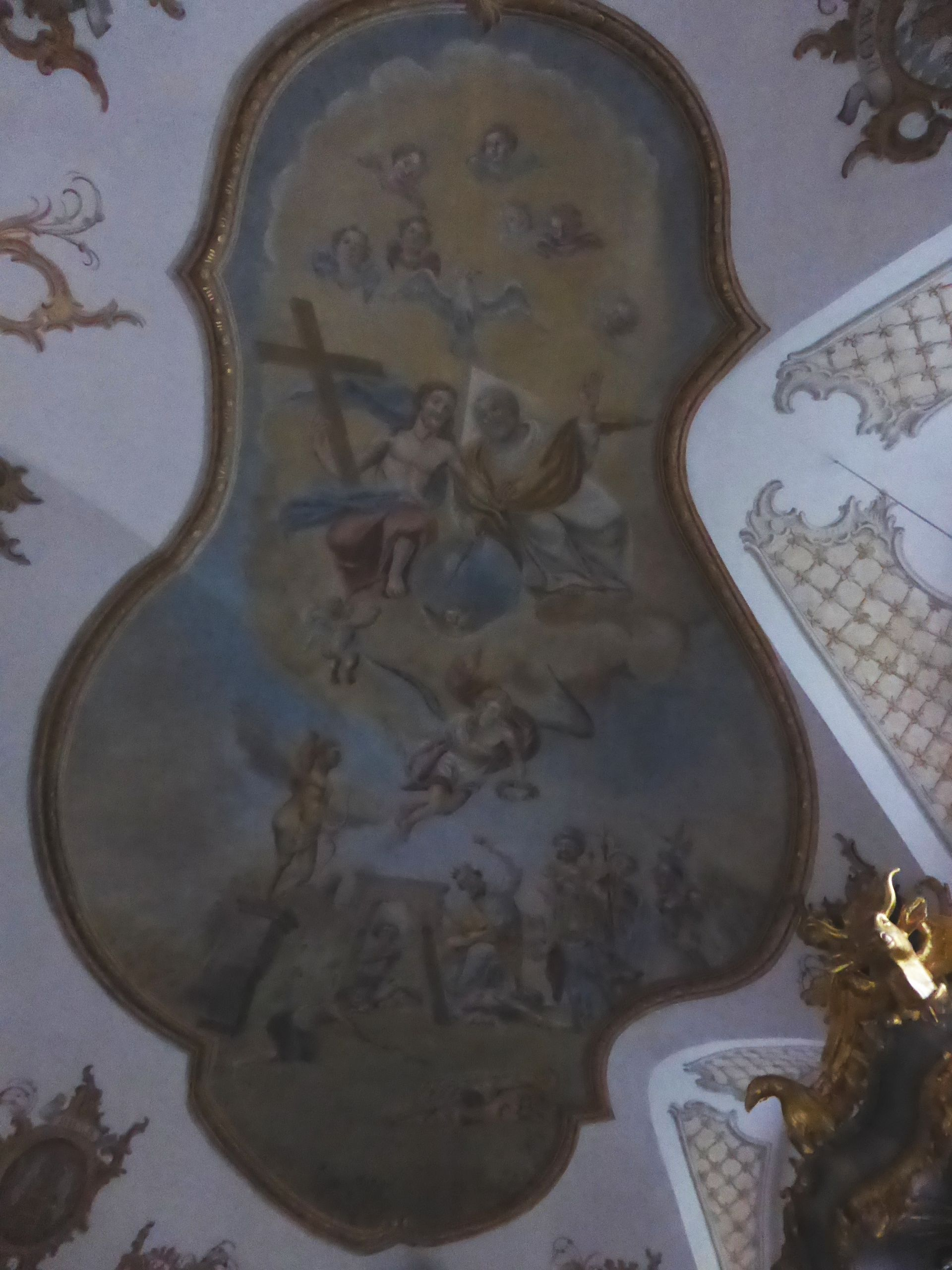
Deckengemälde in Wald an der Alz

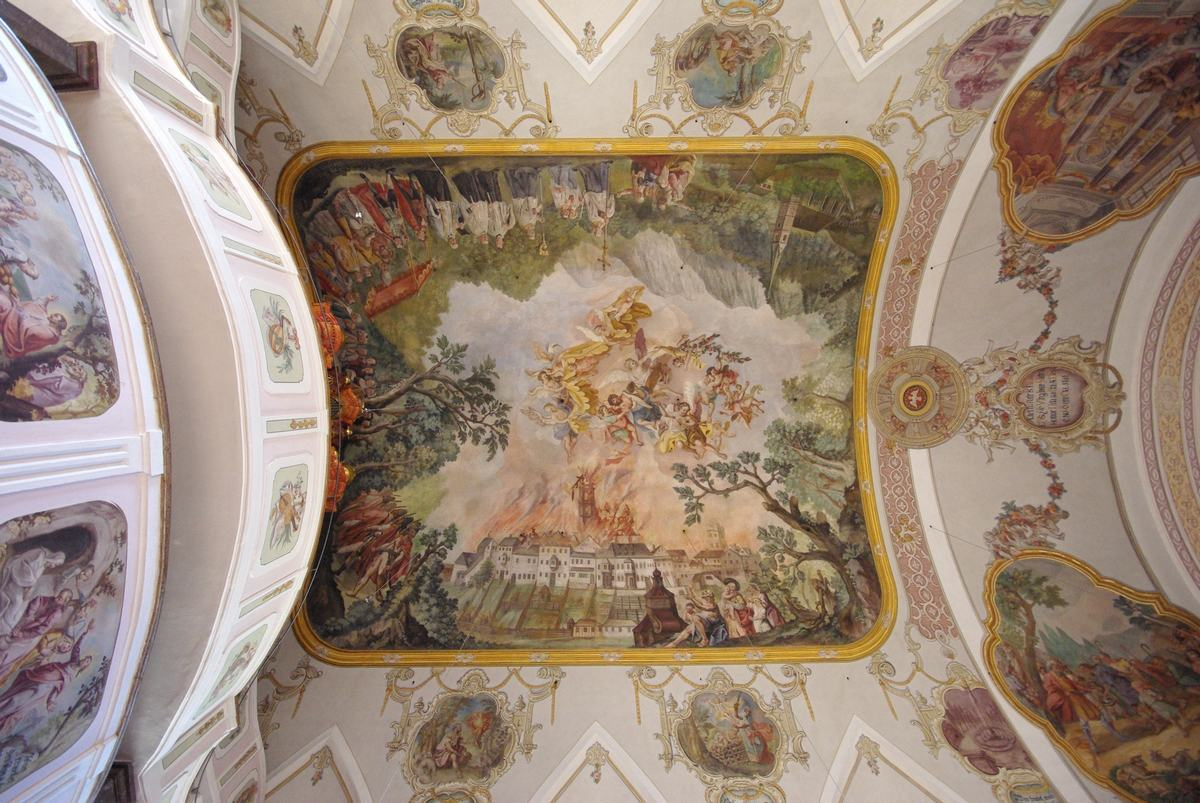
Deckenfresko in Siegsdorf

- Wallfahrtskirche in Gstaig (Oberösterreich) (1762): Geschichte des Gnadenbilds von Genazzano.
- Pfarrkirche St. Erasmus (frühere Schlosskapelle) in Wald an der Alz, Deckenbilder des Langhauses (1762): König David und Wundertaten des heiligen Erasmus. Auszugsbild des Hauptaltars.
- Pfarrkirche Mariä Himmelfahrt in Feichten an der Alz, Deckengemälde (1763/1764) im Chor: Maria als Himmelskönigin mit Erzengeln, Märtyrern und alttestamentlichen Gestalten; im Mittelschiff: Tod Mariens und Aufnahme in den Himmel; südliches Seitenschiff: Marienleben; nördliches Seitenschiff: Legende der Rosenkranzbruderschaft.
- Filialkirche St. Sixtus und Sebastian in Deinting: Sechs Fresken von Aposteln an den Langhauswänden (1765).
- Pfarrkirche Unserer Lieben Frau in Tacherting, Fresko in der Flachkuppel (um 1766/1767): Maria als Himmelskönigin.
- Lauterbach (Land Salzburg), Filialkirche Vierzehn Nothelfer, Deckengemälde, bezeichnet 1767: Vier Kirchenväter, Wappen der Äbte Pichler und Moser von Michaelbeuren, in der Kuppel Empfang der 50 israelitischen Helden durch König David, gegenüber Ansicht des Klosters Michaelbeuren. Linker Querarm: Szene mit der heiligen Barbara, im rechten Querarm wohl heiliger Ägidius, in der Apsis Lamm und Buch mit den sieben Siegeln.[3]
- Filialkirche St. Rupertus in Neufahrn, großes Deckengemälde (1772): Bavaria vertraut sich dem heiligen Rupertus an.
- Pfarrkirche St. Laurentius in Hart, Choraltarblatt, jetzt an der Nordwand des Langhauses: Fürbitte des heiligen Laurentius bei der Heiligen Dreifaltigkeit (um 1775).
- Pfarrkirche St. Veit in Kirchweidach (1775), kreisförmiges Kuppelfresko: Fünf Szenen aus der Veitslegende; Chorfresko: Der heilige Veit im Kerker; Fresko über der Empore: Der heilige Veit wird einem Löwen vorgeworfen; Fresko unter der Empore: Vertreibung der Händler aus dem Tempel. Im Fresko über dem nördlichen Seitenaltar u. a. Selbstporträt mit Ehefrau. Hochaltarbild (1784) mit Martyrium des heiligen Vitus, Altarblätter der Seitenaltäre (nördlich Mariä Heimsuchung, bezeichnet 1795, südlich heiliger Leonhard).
- Nebenkirche St. Joseph in Schedling (ehem. Schlosskapelle), Deckenfresko (1779): Karl Borromäus bei den Pestkranken.
- Friedhofskapelle St. Anna in Tacherting, Fresken an der Flachdecke: Verehrung der heiligen Anna durch die St.-Anna-Bruderschaft, darunter Selbstporträt mit Ehefrau; Tempelgang Mariens. Ölbild am Altar: Anna selbdritt (1780).
- Pfarrkirche Mariä Empfängnis in Siegsdorf (1781): Fresko in der Stichkappentonne mit Verehrung des Haupts Christi und Brand der Stadt Traunstein im Jahr 1704.
- Expositurkirche Niedergottsau: Kreuzwegbilder (1785).
- Filialkirche St. Johannes Baptist in St. Johann, Freskierung: Enthauptung des heiligen Johannes und Salome vor Herodes, Herodespalast mit figurenreicher Szene (bezeichnet 1787).
- Pfarrkirche Mariä Himmelfahrt in Alzgern, Freskierung (1788). Gemälde der Seitenaltäre (Verehrung des heiligen Wendelin; heiliger Eustachius).
- Pfarrkirche Mariä Himmelfahrt in Schnaitsee: Chorfresko mit Huldigung des apokalyptischen Lamms (1791/1792).
- Filialkirche St. Nikolaus in Berg (Gemeinde Schnaitsee): Grisaillefresken an der Stichkappentonne (Nikolauslegende, 1797).